# Мондрагоне
Мондрагоне, Мондраґоне (італ. Mondragone) — муніципалітет в Італії, у регіоні Кампанія,  провінція Казерта.
Мондрагоне розташоване на відстані близько 150 км на південний схід від Рима, 45 км на північний захід від Неаполя, 38 км на захід від Казерти.
Населення — 28 453 особи (2014).
Щорічний фестиваль відбувається Martedì successivo al Lunedì in Albis. Покровитель — Madonna Incaldana.

## Демографія
Населення за роками:

Станом на 1 січня 2023 року в муніципалітеті офіційно проживали 3962 іноземці з 72 країн, серед них 1831 громадянин країн Євросоюзу та 637 громадян України.

## Уродженці
- Нікола Коппола (*1962) — італійський футболіст, нападник, згодом — футбольний тренер.

## Сусідні муніципалітети
- Канчелло-е-Арноне
- Кастель-Вольтурно
- Фальчіано-дель-Массіко
- Сесса-Аурунка